# Gail Halvorsen

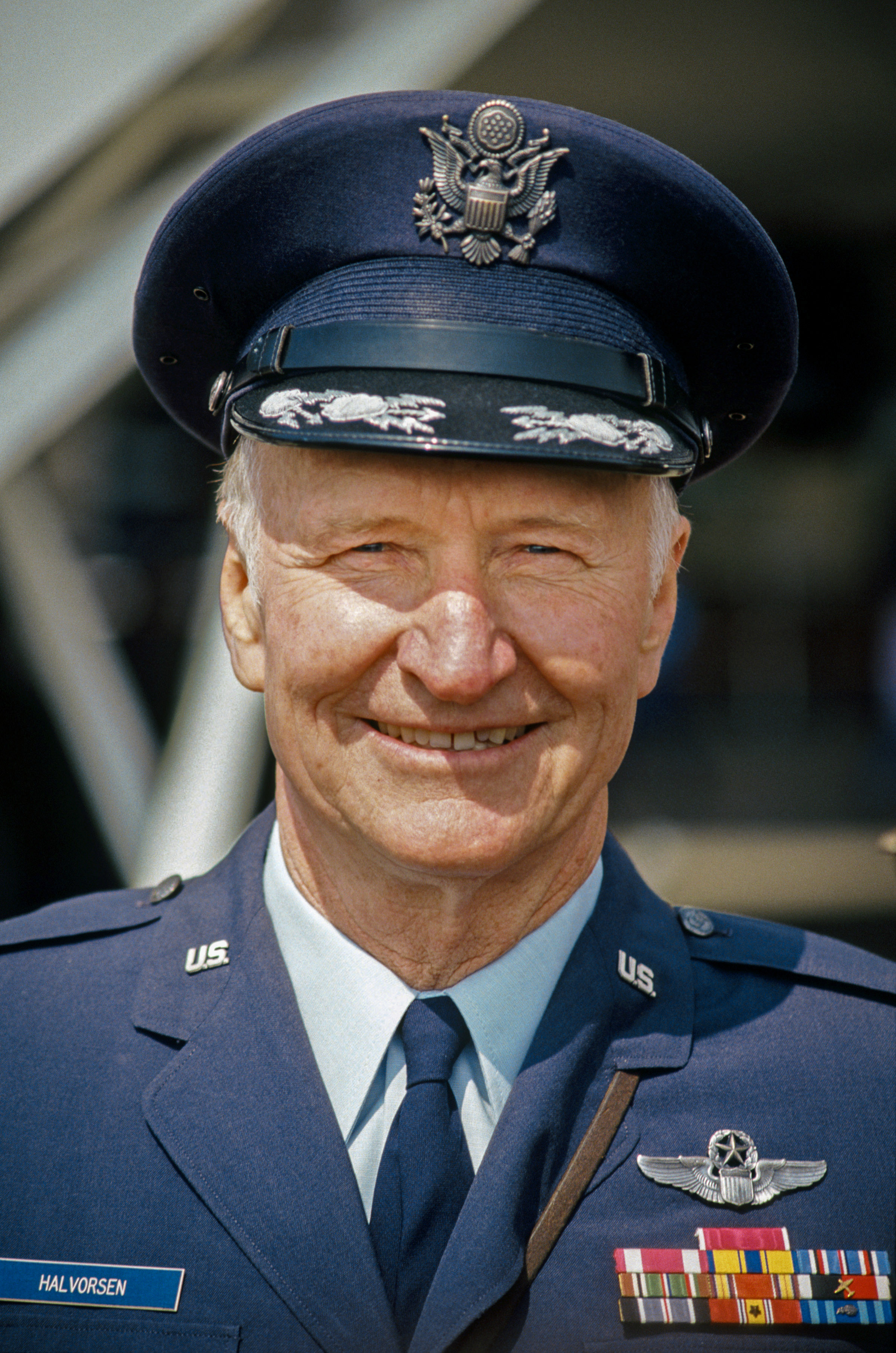
Gail Halvorsen auf dem Flughafen Tempelhof, 1983

Kinder beobachten die Landung einer C-54 am Flughafen Berlin-Tempelhof, 1948

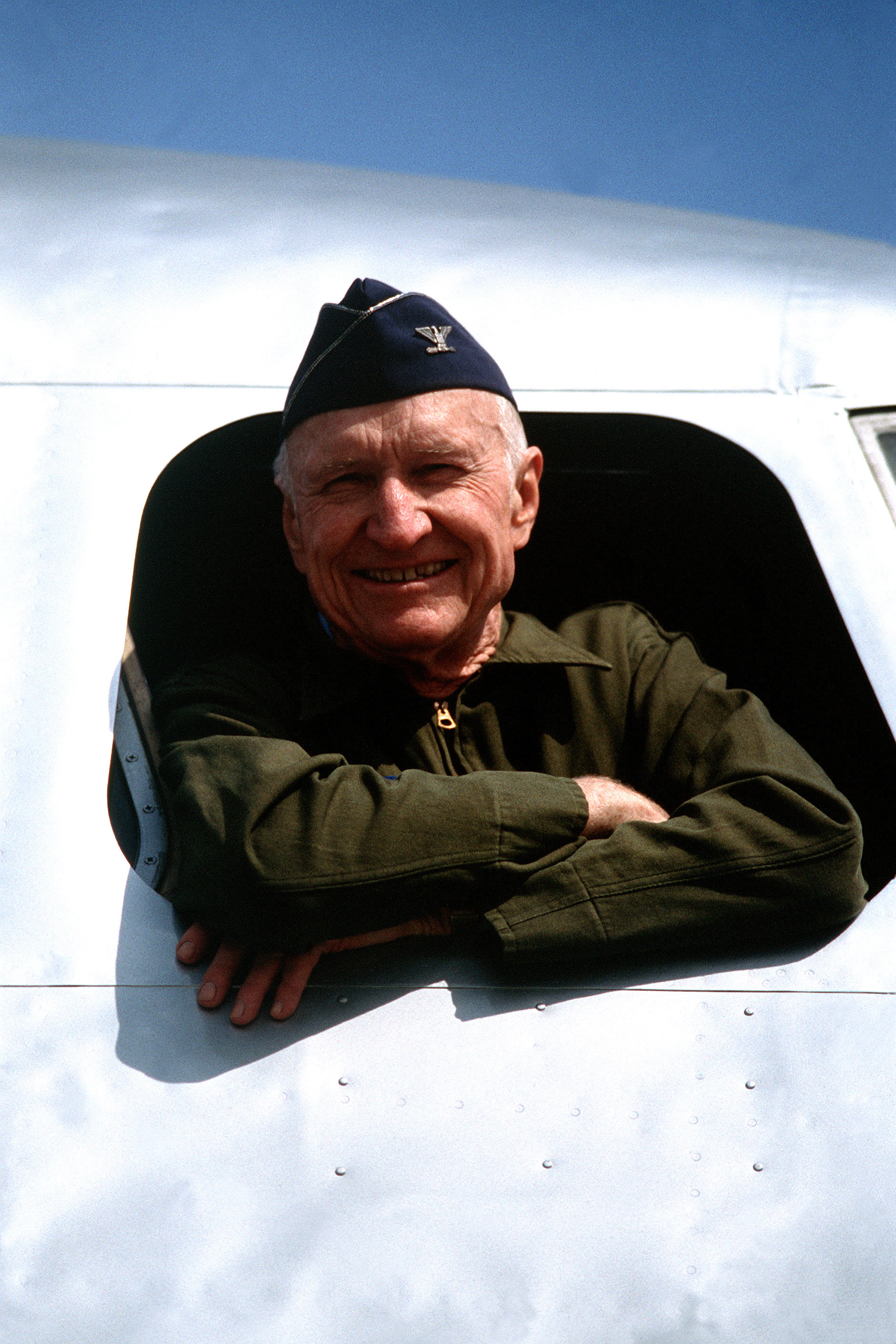
Gail Halvorsen anlässlich des 40. Jahrestages der sowjetischen Blockade von Berlin, 1989

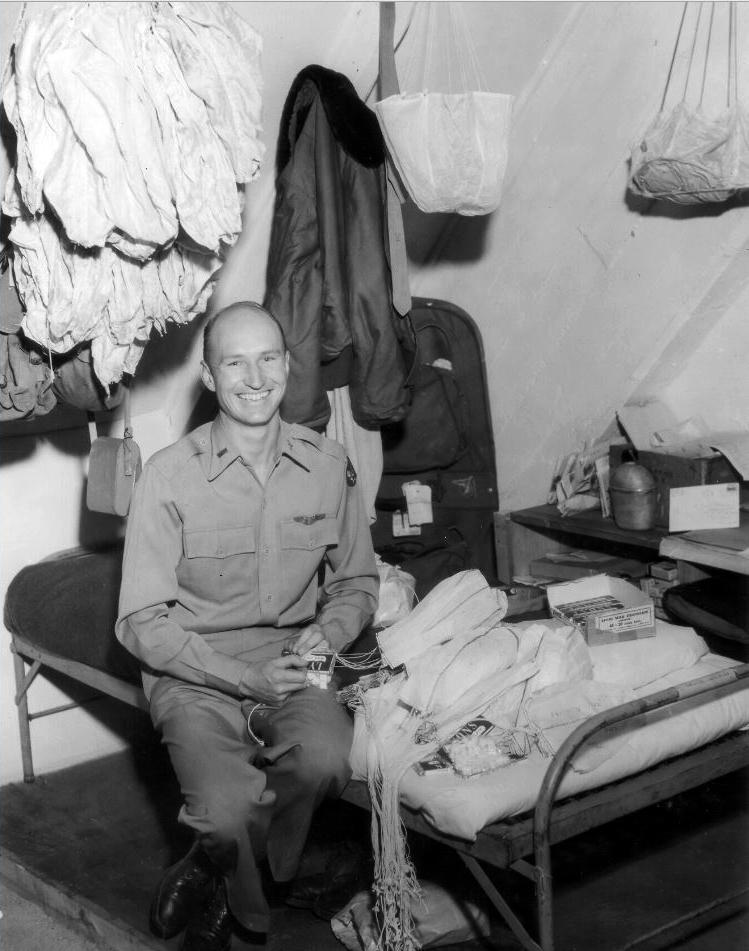
Gail Halvorsen bindet Süßigkeiten an kleine Fallschirme

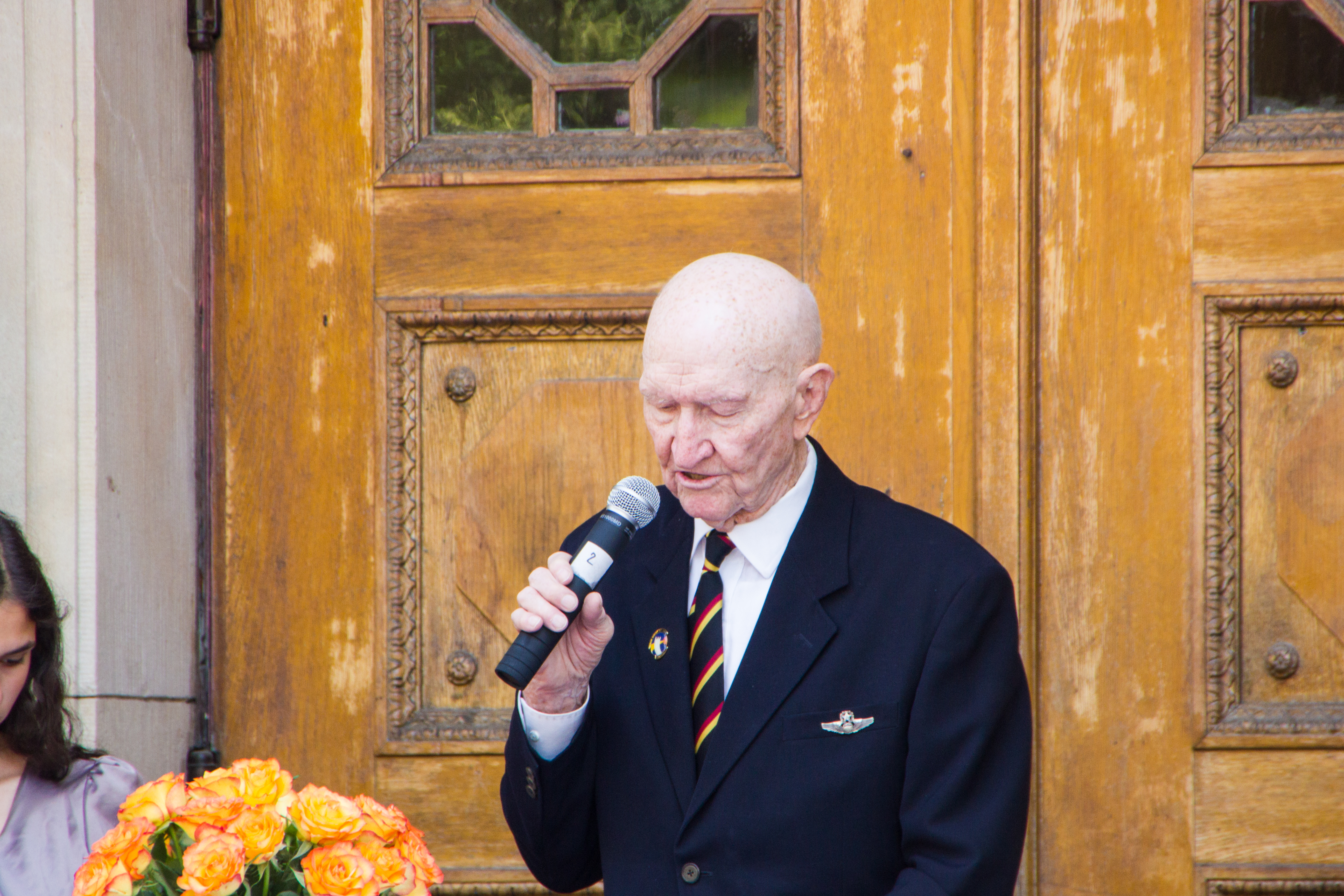
Gail Halvorsen bei der Einweihung der Gail-S.-Halvorsen-Schule, 15. Juni 2013

Gail Seymour „Hal“ Halvorsen (* 10. Oktober 1920 in Salt Lake City; † 16. Februar 2022 in Provo) war ein Pilot der United States Air Force. Er flog 1948/49 während der Berliner Luftbrücke („Operation Vittles“) und wurde als Pilot eines Rosinenbombers zuerst in Berlin, später unter der englischen Bezeichnung Candy Bomber, weltweit berühmt. Von 1970 bis 1974 war Halvorsen Kommandant des Flughafens Tempelhof. Er war Oberst a. D. und Ehrenmitglied von CARE Deutschland-Luxemburg. Als er am 31. August 1974 in den Ruhestand verabschiedet wurde, hatte er mehr als 31 Jahre Militärdienst und mehr als 8000 Flugstunden geleistet.

## Rosinenbomber
Halvorsen war der erste Pilot, der vor der Landung auf dem Flughafen Tempelhof im US-Sektor Berlins für die dort neugierig auf kleinen Trümmerbergen auf der Neuköllner Seite wartenden Kinder an kleinen Fallschirmen befestigte Süßigkeiten abwarf. Diese Aktionen („Operation Little Vittles“ – Operation Kleiner Proviant) brachten den an der Luftbrücke beteiligten Piloten und Flugzeugen den Namen „Rosinenbomber“ (in den USA „Candy Bomber“) ein. Da die Flugzeuge in Tempelhof im 90-Sekunden-Takt einflogen, konnten die wartenden Kinder seine Maschine vom Boden aus nicht von den anderen unterscheiden. Er ließ die Kinder deshalb wissen, dass er beim Anflug mit den Tragflächen „wackeln“ würde, um sich zu erkennen zu geben. Das brachte Halvorsen den Spitznamen „Onkel Wackelflügel“ (Uncle Wiggly Wings) ein.
Diese Aktionen wurden bald von der Presse aufgegriffen und publiziert. Dies löste eine Welle der Unterstützung aus, Halvorsen und seine Crew hatten bald täglich 425 Kilo Süßigkeiten zum Abwurf zur Verfügung. Zum Ende der Luftbrücke hatten insgesamt etwa 25 Flugzeugbesatzungen 23 Tonnen Süßigkeiten über Berlin abgeworfen. Als Motiv für den Abwurf von Schokolade, Kaugummi und anderen Süßigkeiten äußerte Halvorsen, dass er es getan habe, um den an Not und Entbehrungen gewöhnten Kindern im zerbombten Berlin eine Freude zu machen. Viele Zeitzeugen sind sich einig, dass diese Aktionen das Bild der US-Amerikaner im Nachkriegsdeutschland maßgeblich positiv beeinflusst haben.
2004 plante der inzwischen über 80-jährige Gail Halvorsen eine mit den „Rosinenbombern“ vergleichbare Aktion für die Kinder im Irak. Die Idee entstand bei einem Vortrag, den er an der Universität von Dayton in Ohio hielt. In der anschließenden Diskussion entstand die Idee, Süßigkeiten über Schulhöfen im Irak abzuwerfen. Unterstützung für dieses Projekt wurde aus der Wirtschaft und Hilfsorganisationen zugesagt. Die Genehmigung der US-Armee wurde ihm nicht erteilt.
Bei den Feierlichkeiten zum 60. Jahrestag des Endes der Luftbrücke flog Halvorsen im Mai 2009, diesmal als Passagier, erneut in einem „Rosinenbomber“ über das Gelände des ehemaligen Flughafens Tempelhof und warf rund 1000 Schokoladenpäckchen über dem Rollfeld ab.

## Ehrungen
1974 wurde Gail Halvorsen das Große Verdienstkreuz des Verdienstordens der Bundesrepublik Deutschland und der hohe US-amerikanische Militärorden Legion of Merit verliehen.
Bei den Olympischen Winterspielen 2002 in seiner Heimatstadt Salt Lake City trug er auf Einladung der deutschen Mannschaft das Namensschild mit der Aufschrift „Germany“ bei der Eröffnungsfeier ins Stadion.
Im September 2008 führte Halvorsen unter dem Jubel zehntausender Zuschauer als Grand Marshal der traditionsreichen German-American Steuben Parade in New York City den Festzug auf der Fifth Avenue an. In diesem Rahmen verlieh ihm der damalige hessische Staatsminister für Bundes- und Europaangelegenheiten, Volker Hoff, den Hessischen Verdienstorden.
Im Oktober 2008 schlug die Bezirksverordnetenversammlung des Berliner Bezirks Steglitz-Zehlendorf vor, Halvorsen zum Ehrenbürger Berlins zu ernennen. Das lehnte der Berliner Senat 2011 mit der Begründung ab, man wolle „unter all jenen, die damals die Versorgung Berlins gesichert haben“ und derer man bereits mit jährlichen Veranstaltungen gedenke, keine Einzelperson herausheben, zumal Halvorsen bereits das Bundesverdienstkreuz bekommen habe.
Am 15. Juni 2013 wurde im Berliner Stadtteil Dahlem eine Sekundarschule nach Halvorsen benannt: Die ehemalige 9. Integrierte Sekundarschule – 2011 aus der Fusion der Alfred-Wegener-Oberschule und der Beucke-Oberschule hervorgegangen – trägt seitdem den Namen „Gail S. Halvorsen Schule“. Der seinerzeit 92-jährige Namensgeber enthüllte in einem Festakt persönlich das Namensschild. Damit erinnert, neben der Clay-Schule, eine zweite Berliner Schule mit ihrem Namen an die Zeit der Berliner Luftbrücke. Zugleich wurde zum fünften Mal eine Berliner Schule nach einem noch lebenden Namensgeber benannt.
2015 wurde er mit der Lucius D. Clay Medaille geehrt. Gail Halvorsen war zudem ab dem 24. November 2016 Ehrenmitglied von CARE Deutschland-Luxemburg.
Aus Anlass des 70. Jahrestages nahm Halvorsen, inzwischen 98-jährig, am 12. Mai 2019 noch einmal an den Feierlichkeiten auf dem Gelände des ehemaligen Flughafens Tempelhof teil. Im Rahmen des Jahrestags wurden die ehemaligen Baseballplätze der Air Base auf dem ehemaligen Flugplatz Tempelhof, die heute von der Baseball- und Softball-Abteilung der Turngemeinde in Berlin genutzt werden, in Gail S. Halvorsen Park umbenannt. Im Rahmen einer Erweiterung von Flüchtlingsunterkünften plant der Berliner Senat derzeit den Abbruch der historischen Baseballplätze und weiterer Sportanlagen.

## Privatleben
Halvorsen war in erster Ehe von 1949 bis zu deren Tod 1999 mit Alta Jolley verheiratet. Aus der Ehe gingen fünf Kinder hervor. Seine zweite Frau war Lorraine Pace.
Im Dezember 2020 erkrankte Halvorsen an COVID-19, erholte sich aber schnell davon. Am 16. Februar 2022 starb Gail Halvorsen im Utah Valley Hospital in Provo im Alter von 101 Jahren.